# Christianisme à Nauru

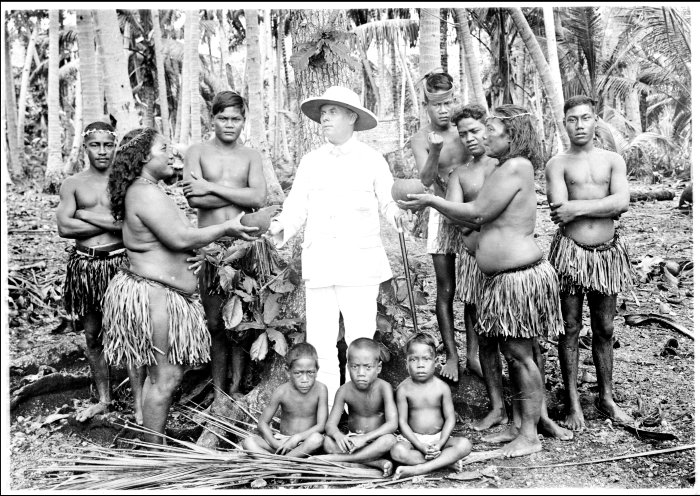
Un missionnaire entouré de Nauruans en 1916 ou 1917

L'histoire du christianisme à Nauru remonte à la fin du XIXe siècle. Tous les Nauruans sont chrétiens, protestants congrégationalistes aux deux tiers, catholiques pour le reste. Les seuls non-chrétiens de l'île se retrouvent au sein de la diaspora chinoise.

## Premières missions

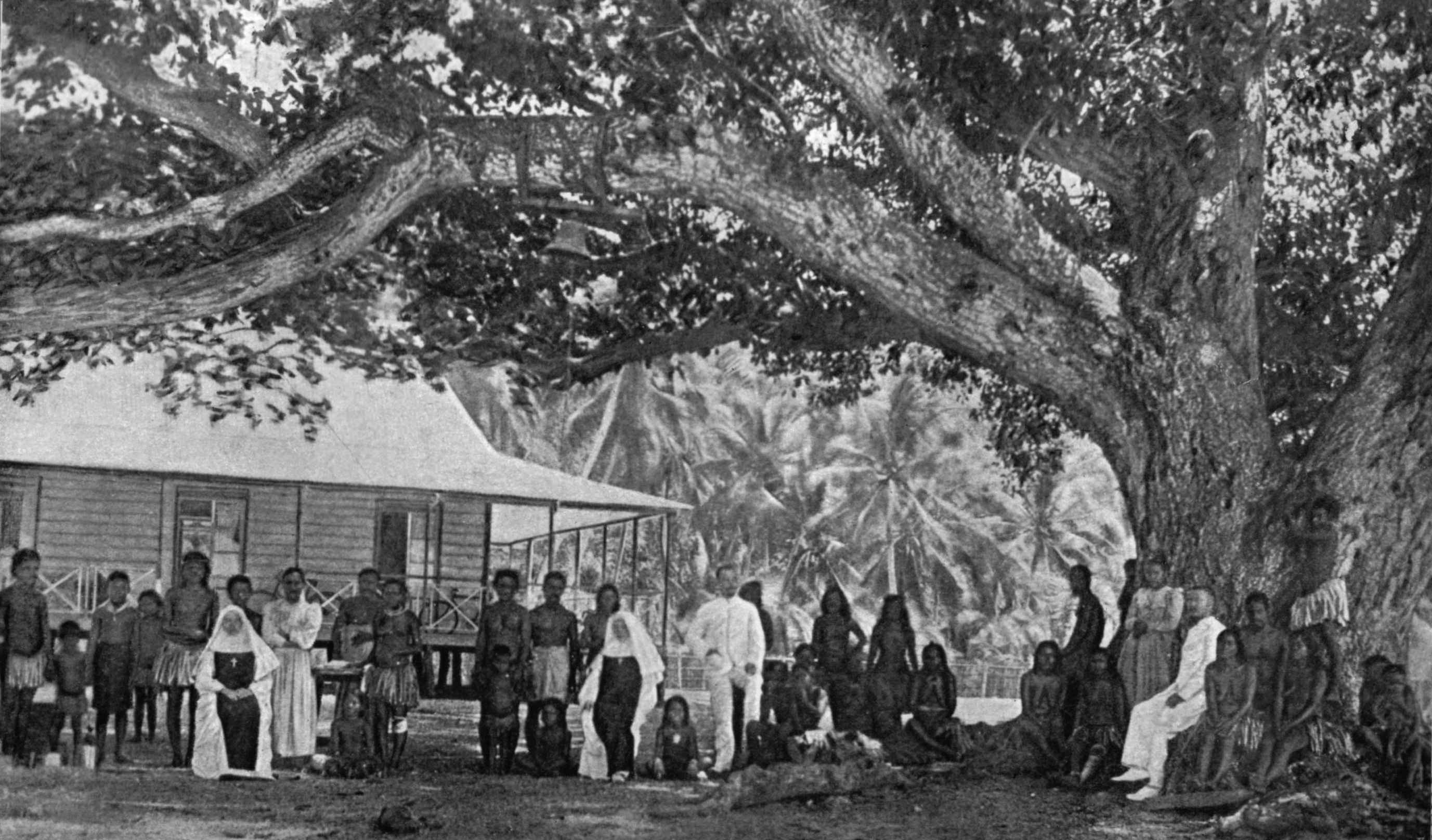
La mission catholique de Nauru au début du XXe siècle

Avant l'arrivée des Européens, les Nauruans ont des pratiques animistes fondées sur la mythologie nauruane. Dans la seconde moitié du XIXe siècle, arrivent des beachcombers, des aventuriers européens qui sèment le trouble, provoquant une guerre civile. Tabwia, le premier missionnaire connu, un Gilbertin originaire de Tarawa s'installe sur l'île durant cette période et entame l'évangélisation les habitants. L'Allemagne décide d'annexer l'île en 1888 et en 1889 Philip Delaporte un allemand éduqué aux États-Unis devient le premier missionnaire occidental à résider à Nauru. Il y est envoyé par l'organisation protestante American Board of Commissioners for Foreign Missions (ABCFM). En 1902 la Société des Missionnaires du Sacré-Cœur envoie Alois Kayser un Alsacien établir une mission catholique.

## Évangélisation et colonisation
La mission protestante de Delaporte établie avant celle de Kayser rencontre plus de succès que celle de Kayser, elle bénéficie des sympathies et de l'aide matérielle de la toute puissante Pacific Phosphate Company qui exploite le phosphate de l'île à partir de 1906. L'évangélisation conduit à de nombreux changements dans les mœurs nauruanes, les femmes qui se vêtaient traditionnellement de pagnes se voient imposer la robe mission.